# دير بلوط
دير بلوط بلدة فلسطينية من بلدات الضفة الغربية في محافظة سلفيت، تقع إلى الشمال من القدس. بلغ عدد سكانها حوالي 3,873 نسمة (لا يشمل المغتربين) حسب التعداد العام للسكان والمساكن والمنشآت عام 2017. وهي من البلدات المحتلة في حرب عام 1967.

## التسمية
سميت بهذا الاسم حسب الروايات إما نسبة إلى راهب اسمه (بلوتوس)، أو لأنها مليئة بشجر البلوط منذ العهد العثماني.[بحاجة لمصدر]

## التاريخ الحديث والمعاصر
عُثر في البلدة على قطع أثرية تعود إلى العصر الحديدي، والروماني، والبيزنطي، والأموي/العباسي، والعصور الصليبية/ الأيوبية. حدد تشارلز ويليام ويلسون (1836-1905) وادي دير بلوط (الوادي العظيم) على أنه الحد الفاصل بين يهودا والسامرة، كما حدده مؤرخ القرن الأول يوسيفوس فلافيوس. ذكر ياقوت الحموي عام 1226 أن دير بلوط كانت قرية حول الرملة.

### العهد العثماني

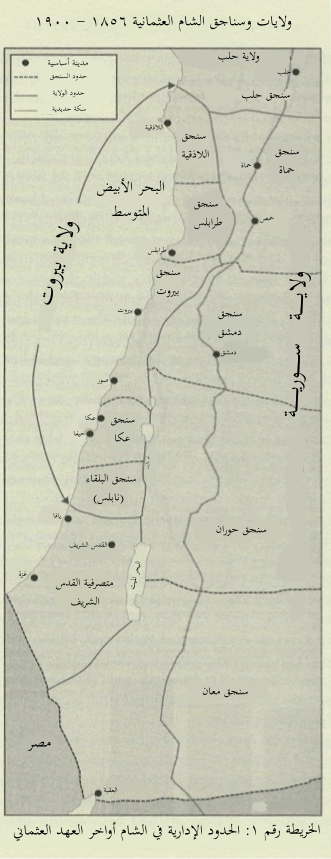
الولايات العثمانية في بلاد الشام نهاية القرن التاسع عشر، كانت دير بلوط واقعة ضمن سنجق البلقاء (نابلس) التابع لولاية شرق بيروت.

تبعت دير بلوط إلى الإمبراطورية العثمانية في عام 1517 مع كل فلسطين، وكانت تتبع ولاية شرق بيروت في الشام. في عام 1838 زار الباحث الأمريكي إدوارد روبنسون القرية وذكر أنها قرية إسلامية ضمن منطقة جورة مردة جنوب نابلس.
في أواخر العهد العثماني، في عام 1870، وصل عالم الآثار الفرنسي فيكتور جويرين إلى دير بلوط، وقدر أن عدد سكانها حوالي 150 نسمة، يعتقد جويرين أن دير بلوط كانت مدينة كبيرة في يوم من الأيام لوجود العديد من الأنقاض فيها، ومعظم منازلها بُنيت بالحجارة الكبيرة. عام 1882، أجرى صندوق استكشاف فلسطين الغربية مسحاً للبلدة ووصفها بأنها «قرية صغيرة، مدمرة جزئيًا، ولكنه من الواضح أنها كانت مكانًا ذا أهمية كبيرة» فيها مقابر صخرية من العصر المسيحي غرب البلدة، وبيوت من الحجارة، وآبار.

### الحرب العالمية الأولى والانتداب البريطاني
أثناء الحرب العالمية الأولى، كانت دير بلوط موقع اشتباك في 12 مارس 1918 بين الجيشان العثماني والبريطاني. بعد انتهاء الحرب العالمية الأولى، سقطت دير بلوط بيد الجيش البريطاني، ودخلت مع باقي فلسطين مظلة الانتداب البريطاني على فلسطين عام 1920 حتى وقوع النكبة.
أجرت سلطات الانتداب البريطاني تعدادا عاما للسكان عام 1922، وقد بلغ عدد السكان حوالي 384 نسمة جميعهم مسلمين، ثم ازداد عددهم حتى وصل إلى 532 نسمة جميعهم مسلمين في تعداد عام 1931. أما في تعداد عام 1945، فبلغ عدد السكان حوالي 720 نسمة وجميعهم مسلمون، في حين بلغ إجمالي مساحة الأراضي حوالي 14,789 دونمًا كانت مساحة المنطقة السكنية منها حوالي 63 دونم. كانت أراضي دير بلوط تمتد في الساحل الفلسطيني.

### الحكم الأردني
في أوائل خمسينيات القرن العشرين أتبعت دير بلوط للحكم الأردني بين حربي 1948 و1967، وكان عدد سكانها آنذاك حوالي 1,087 نسمة عام 1961.

### النكسة
سقطت دير بلوط في يد الاحتلال بعد حرب النكسة، وقد صادرت سلطات الاحتلال مساحات شائعة من أراضي دير بلوط والبلدات المجاورة وأقامت عليها المشاريع الاستيطانية المتمثلة في إقامة مستوطنة بدوئيل وليشم وجدار الفصل العنصري.

### السلطة الفلسطينية
بعد تأسيس السلطة الفلسطينية، استلمت السلطة الوطنية الفلسطينية بلدة دير بلوط، ووضعتها تحت سيطرتها المدنية حسب الاتفاقيات. قسمت أراضي البلدة إلى قسمين: الأول شكل حوالي 5.2% وعرف باسم المنطقة «ب»، بينما القسم الآخر والذي شكل النسبة المتبقية عرف باسم المنطقة «ج». وأتبعت البلدة إدارياً لمحافظة سلفيت، وأصبحت بلدية.

## الجغرافيا
تقع بلدة دير بلوط في وسط فلسطين، إلى الشمال الغربي من الضفة الغربية، في أقصى غرب محافظة سلفيت على ارتفاع (280) متراً عن سطح البحر. تبعد عن مركز مدينة سلفيت حوالي 19 كم.
يحدها من الشرق أراضي بلدة كفر الديك، ومن الشمال فيحدها أراضي قرية رافات، ومن الغرب مدينة كفر قاسم، أما من الجنوب فيحدها بلدتي اللبن الغربي ودير غسانة.

## السكان
دخلت فلسطين وفود كبيرة من شرقي الاردن عبر العصور من تجار وغيرهم وذلك؛ لموقعها الهام كنقطة وصل بين القارات، ومركز للحضارات والأديان. يبلغ عدد سكان دير بلوط حاليا حوالي 3,873 نسمة جميعهم من المسلمين وذلك حسب التعداد العام للسكان والمساكن والمنشآت عام 2017 الذي أجراه الجهاز المركزي للإحصاء الفلسطيني.
يرجع غالبيتهم في أصولهم إلى قبيلة المساعيد العربية فرع الإمارة ذرية الأمير عبد الرحمن بن خليل بن بركات المسعودي والذي انفصل هو وأبناؤه عن قبيلة المساعيد الأم في غور الأردن قديما، ونزلوا في بلدة كفر الديك المجاورة ومن ثم نزح أبناء موسى بن الأمير عبد الرحمن لدير بلوط، وهناك قسم آخر ينتمي لقبيلة العبادلة، وآخرون لعائلات أصغر مثل خير.[بحاجة لمصدر]
| السنة           | التعداد البريطاني (1922) | التعداد البريطاني (1931) | التعداد البريطاني (1945) | التعداد الأردني (1961) | تعداد (1997) | تعداد (2007) | تقدير (2012) | تعداد (2017) |
| --------------- | ------------------------ | ------------------------ | ------------------------ | ---------------------- | ------------ | ------------ | ------------ | ------------ |
| التعداد السكاني | 384                      | 532                      | 720                      | 1,087                  | 1,947        | 3,161        | 3,546        | 3,873        |

### أعلام البلدة
- فائد مصطفى، سفير فلسطين لدى تركيا.
- عدنان مرعي، أحد مؤسسي كتائب عز الدين القسام في الضفة الغربية.
- عارف سليم، إعلامي فلسطيني، وأحد مؤسسي هيئة الإذاعة والتلفزيون الفلسطينية.

## البنية التحتية

### الحكم المحلي
يدير شؤون البلدة مجلس بلدي ينتخب أعضائه كل أربع سنوات.

### المياه
تعتمد دير بلوط على مصدرين للماء، الأول مصادر مائية ذاتية، فهي منذ القدم تستخدم نبع ماء يقع في وادي العين جنوب البلدة وبعض آبار تجميع مياه الأمطار، أما الثاني وهو المصدر الأساسي فتشتريه من شركة ميكروت الإسرائيلية.

### الكهرباء
تشتري البلدة كباقي بلدات الضفة الغربية احتياجها من الكهرباء من الشركة القُطرية الإسرائيلية.

### إدارة النفايات الصلبة
تتولى بلدية دير بلوط بالتعاون مع «مجلس الخدمات المشترك لإدارة النفايات الصلبة في محافظة سلفيت» مسؤولية جمع النفايات الصلبة الناتجة عن المواطنين والمؤسسات في البلدة والتخلص منها، يتم فرض رسوم شهرية على السكان الذين تخدمهم خدمات جمع ونقل النفايات المنزلية أو الصناعية.
يستفيد معظم سكان دير بلوط من خدمات النفايات الصلبة، حيث يتم جمعها في حاويات سعة الواحدة منها (1.1 متر مكعب)، ونقلها باستخدام مركبات النفايات إلى المكب؛ ليتم إحراقها لاحقا. ويمثل ذلك من أكثر الطرق خطورة للتخلص من النفايات، حيث تؤدي إلى انتشار الذباب الضارة، والحشرات، والفئران، وكذلك انبعاث الروائح الكريهة، والغازات السامة، والدخان الأسود عند حرقها. كل هذه لها آثار ضارة على الإنسان وكذلك الصحة البيئية.
يعزى عدم وجود مكب صحي مركزي لخدمة محافظة سلفيت إلى العقبات التي تضعها سلطات الاحتلال في منح تراخيص إنشاء هذا المكب. السبب الرئيسي وقوع الأرض المناسبة لمثل هذا المكب ضمن «المنطقة ج»، بالإضافة إلى اعتماد تنفيذ هذه المشاريع على التمويل من البلدان المانحة.

### الصرف الصحي
يضطر السكان إلى استخدام الحفر الامتصاصية غير الصحية للتخلص من مياه الصرف الصحي، مسببة الضرر البيئي، والمشاكل الصحية، وانتشار الأوبئة والأمراض في البلدة. ولاحقًا يتم التخلص منها في الأودية. كما أن هذه المياه تلوث المياه الجوفية، بالإضافة إلى المياه التي يتم تجميعها في خزانات مياه الأمطار المنزلية.

## الصحة والتعليم
في دير بلوط عدة مدارس حكومية، وعيادة طبية حكومية وأخرى خاصة وصيدلية.

## الرياضة
برز تميز نادي دير البلوط الرياضي في كرة الطائرة على مستوى فلسطين.

## المعالم الدينية والأثرية والطبيعية
يقدر عمر دير بلوط بحوالي 350 سنة وفيها الكثير من الآثار التاريخية والدينية.[بحاجة لمصدر]

### المساجد والمقامات الدينية
- مقام الشيخ إبراهيم، وقد سمي بهذا الاسم نسبة إلى رجل صالح يدعى الشيخ إبراهيم.

### الخرب الأثرية
- دير سمعان، قلعة أثرية بيزنطية، تتوسط الطريق بين بلدتي كفر الديك ودير بلوط. وتحاصرها مستوطنات بدوئيل، وإيلي زهاف، وليشم.[23][24]

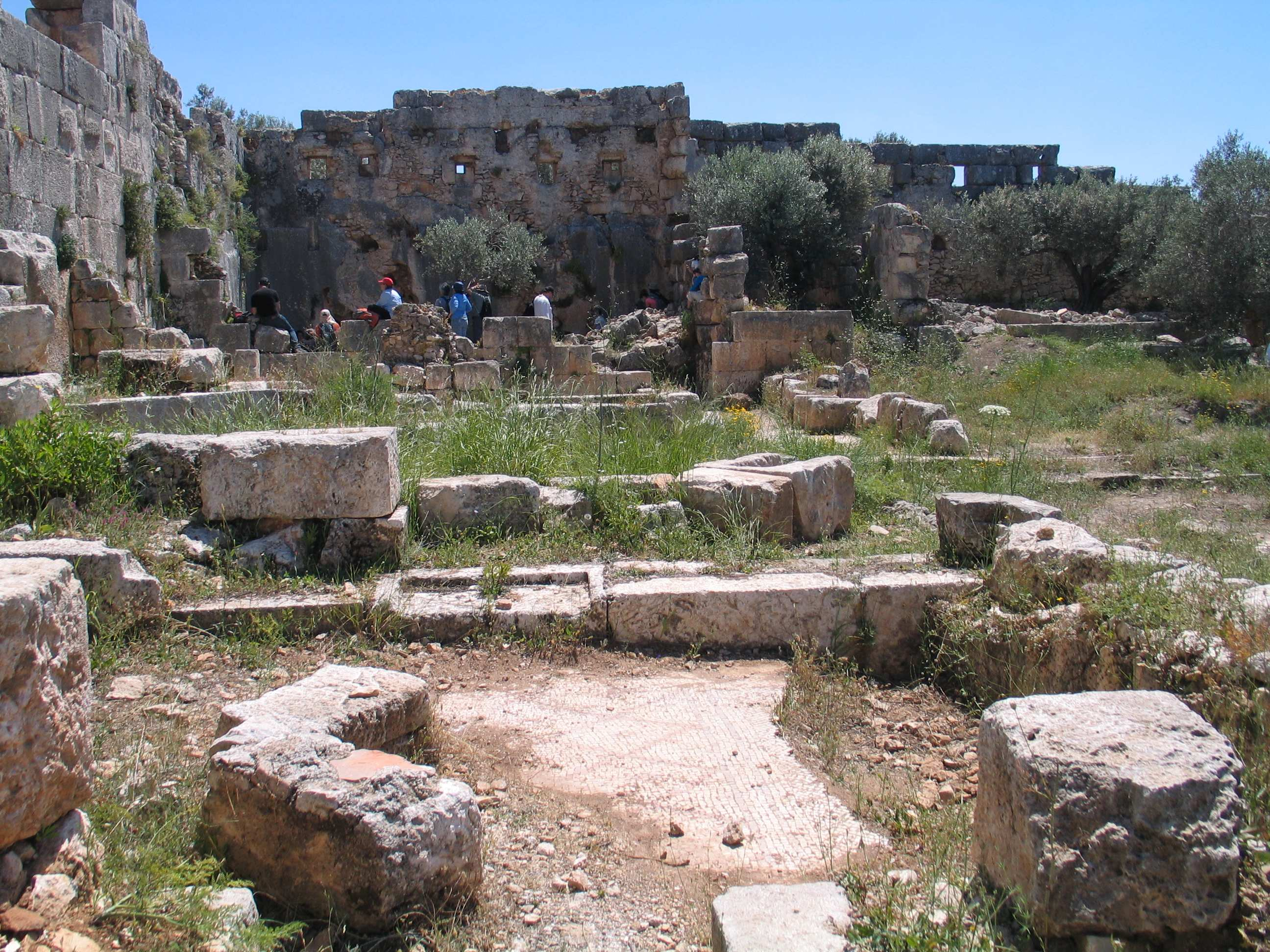
منظر عام لبقايا دير قلعة شرق دير بلوط

- دير قلعة، قلعة أثرية بيزنطية، تقع إلى الشرق من البلدة بحوالي 2 كم. وترتفع عن سطح البحر 368 مترًا عن سطح البحر. وتعلوها مستوطنة بدوئيل.[25]

- بيت أبو زنون، ينسب لأحد آلهة الرومان، ويقع شرق البلدة بنحو 1 كم.
- أم الحمام، يقع غرب البلدة بنحو 2 كم.
- خربة مسمار، تقع جنوب غرب البلدة بنحو 2 كم.
- خربة دير دقلة، تقع جنوب البلدة بنحو 2 كم.
- خربة كسفا، تقع شمال البلدة بنحو 3 كم.

### المعالم الطبيعية
- مغارة الأصنام، تشكلن منذ مئات السنين، نتيجة عوامل طبيعية، والذي يعرف بالصواعد، والهوابط.[26]

## الاقتصاد

### الزراعة

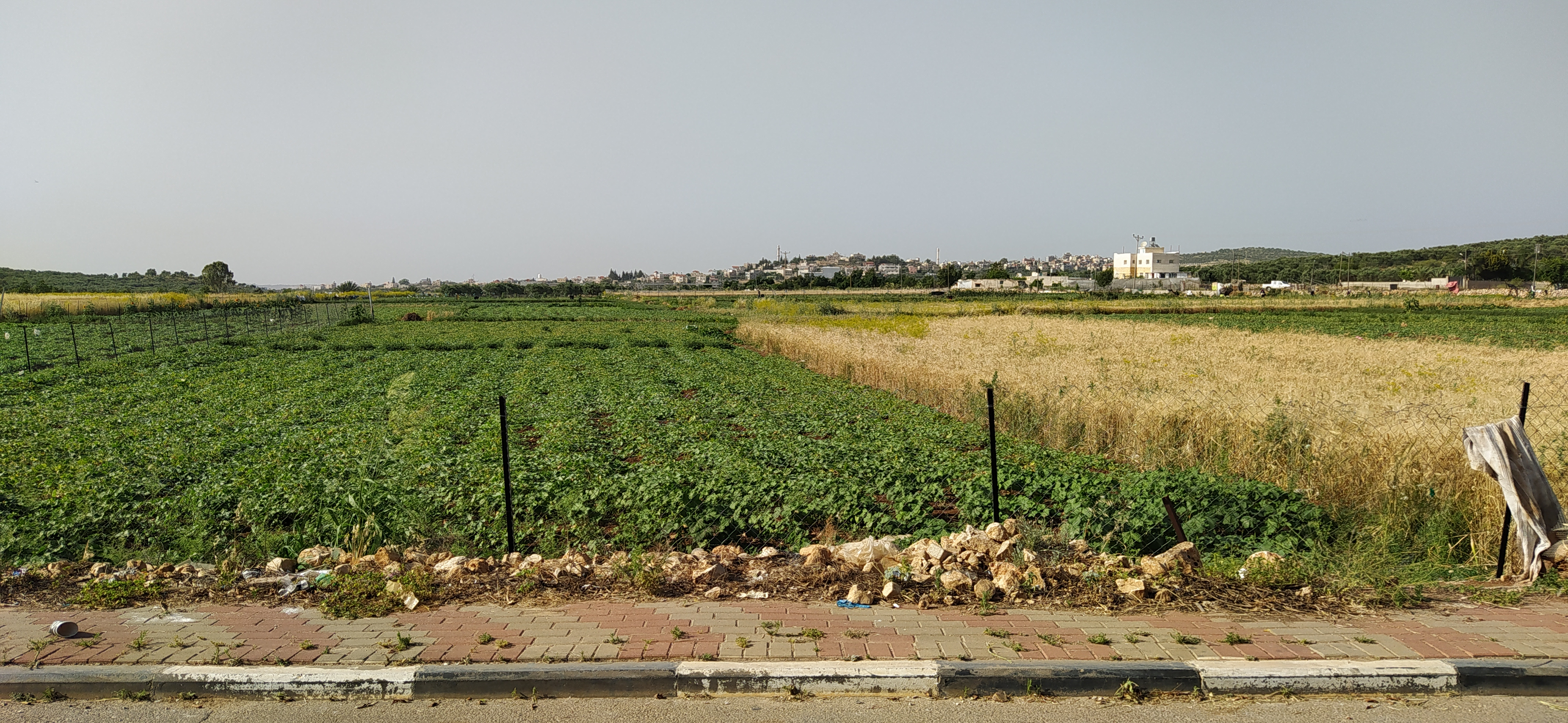
سهل بلدة دير بلوط في محافظة سلفيت الذي يشتهر بزراعة الفقوس والبامية والحمص

تعد الزراعة القطاع الاقتصادي الرئيسي في البلدة، تنتج البلدة محاصيل الزيتون، والتين، وتشتهر بزراعة الخضراوت البعلية وخاصة الفقوس والبامية والثوم وغيرها من الحبوب كالقمح. لكن التوسع العمراني للبلدة والتوسع في البنية التحتية وفتح الشوارع قلص المساحات المزروعة من الأراضي الزراعية.
تراجعت في السنوات الأخيرة أعداد الثروة الحيوانية بسبب ارتفاع أسعار الأعلاف وقلة المساحات الحيوية نتيجة الجدار والاستيطان، وأيضًا تعتبر مشكلة الخنازير البرية التي يطلقها المستوطنون من أكبر المشاكل التي تؤثر على القطاع الزراعي في دير بلوط خاصة ومحافظة سلفيت عامة.

#### مهرجان الفقوس
منذ 2013، يقام كل سنة مهرجان الفقوس الذي بات تقليدا سنويًأ في البلدة؛ لبيع منتوجات السهل الزراعية ولإنعاش الحركة الاقتصادية في البلدة وإبقاء الأرض حية.

## الاستيطان
كانت أراضي البلدة قبل حرب النكبة عام 1948 تمتد حتى منطقة تسمى رأس العين داخل الخط الأخضر. صادر الاحتلال أكثر من 6,150 دونماً من أراضي البلدة البالغ مساحتها حوالي 13,941، حيث عزل الجدار حوالي 4,950 دونما من أراضي البلدة، واستولت مستوطنة «بدوئيل» على 740 دونما، ومستوطنة «إيلي زهاف» على 460 دونما. كما أن مساحة أراضي منطقة «ج» في البلدة حوالي 94.8%. عام 2018، رصدت الحكومة الإسرائيلية أموال لإقامة مشروع سكة حديد لربط مستوطنات محافظة سلفيت مع الأراضي المحتلة داخل الخط الأخضر.
في 11 ديسمبر 2023، أخطرت قوات الاحتلال الإسرائيلي بالاستيلاء على دير قلعة البالغ مساحة آثارها حوالي 18 دونمًا.

### أعمال هدم
- في 26 يونيو 2019، هدمت جرافات الاحتلال الإسرائيلي 3 منشآت حرفية وزراعية في شرق البلدة.[30]
- في 26 مارس 2020، هدمت جرافات الاحتلال الإسرائيلي منشأة زراعية وبئر لجمع مياه الأمطار في وادي صريدة جنوب البلدة.[31]

## مواضيع ذات صلة
| - فلسطين - القدس - سلفيت | - آثار فلسطين - تاريخ فلسطين - مدن فلسطين | - بديا - الزاوية - كفر الديك |